# Аджумбу
Аджумбу (также аджу мбу, ду адзу, мбу’, англ. ajuh mbuh, ajumbu, du adzu, mbu’) — бантоидный язык, на котором говорят представители народа мбу. Сохраняется только в одном селении Аджумбу, расположенном к северо-востоку от города Вум в коммуне Вум департамента Менчум Северо-Западного региона в Камеруне.
Аджумбу является языком преимущественно старшего поколения представителей народа мбу. Передача языка младшему поколению нарушена, на аджумбу может говорить только часть детей народа мбу.
По некоторым языковым особенностям выделяется диалект лунг (месем).